# ادوین ماکسول
ادوین ماکسول (انگلیسی: Edwin Maxwell؛ ۹ فوریهٔ ۱۸۸۶ – ۱۳ اوت ۱۹۴۸) یک هنرپیشه اهل ایرلند بود.

## فیلم‌شناسی
از فیلم‌هایی که وی در آن نقش داشته است، می‌توان به دختر اهل کلگری، راه بازگشت،  بیل سفیر کبیر، در جبهه غرب خبری نیست، صورت زخمی، خشم، منشی همه‌کاره او، طبل‌ها با چرخش پا اشاره کرد.

## زندگی شخصی
ماکسول با بازیگری به نام بتی آلدن ازدواج کرد.  ماکسول به دنبال سکته مغزی درگذشت. 